# Goła Góra (Pieninen)
Die Goła Góra ist ein Berg in den polnischen Mittleren Pieninen, einem Gebirgszug der Pieninen, mit 712 Metern Höhe. Der Gipfel liegt ungefähr 200 Meter über dem Tal des Dunajec.

## Lage und Umgebung
Die Goła Góra liegt im Hauptkamm der Pieninen, zwischen Macelowa Góra und Nowa Góra, dem höchsten Berg der Czorsztyner Pieninen. Südöstlich des Gipfels liegt der Dunajec-Durchbruch, nördlich liegt das Tal der Krośnica. 

## Etymologie
Der polnische Name Goła Góra  lässt sich als Nackter Berg übersetzen.

## Tourismus
Der Gipfel liegt im Pieninen-Nationalpark in einem streng geschützten Bereich. Er ist für Wanderer nicht zugänglich.